# Saint-Marcel-Campes
Saint-Marcel-Campes é uma comuna francesa na região administrativa de Occitânia, no departamento de Tarn. Estende-se por uma área de 22,34 km². Em 2010 a comuna tinha 214 habitantes (densidade: 9,6 hab./km²).